# آبیا-پالوایا
آبیا-پالوایا (به استونیایی: Abja-Paluoja) یکی از شهرک‌های کشور استونی است.
این شهرک در سال ۲۰۱۱ میلادی ۱٬۰۸۴ نفر جمعیت داشته است.